# Aeolesthes textor
Aeolesthes textor là một loài bọ cánh cứng trong họ Cerambycidae.